# Mitja Kunc
Mitja Kunc, slovenski alpski smučar, * 12. november 1971, Črna na Koroškem (Slovenj Gradec)

## Življenjepis
Mitja si je prve točke na tekmah svetovnega pokala prismučal v sezoni 1989/90. Svoj prvi tekmovalni vrhunec je doživel v sredini devetdesetih let, predvsem v veleslalomu, kjer se je nekajkrat uvrstil tik pod najvišjo stopničko, na slalomski tekmi zimskih olimpijskih iger 1994 v Lillehammerju pa je osvojil 4. mesto, le 9 stotink sekunde za bronastim moštvenim kolegom Juretom Koširjem. Poleg tega je bil 7. v kombinaciji.
Nato so ga zaustavile poškodbe, konec 90. let pa je doživel svoj drugi tekmovalni vrhunec, tokrat predvsem v slalomu. 27. februarja 2000 je na slalomski tekmi v korejskem Jong Pjongu dosegel edino zmago na tekmah svetovnega pokala, 10. februarja 2001 je dosegel bronasto kolajno na slalomski tekmi svetovnega prvenstva v Sankt Antonu, v sezoni 2001/02 se je nekajkrat še uvrstil tik pod vrh, nato pa so ga ponovno zaustavile poškodbe. Tekmovalno kariero je simbolično končal 27. februarja 2005 kot predtekmovalec slalomske tekme v Kranjski Gori, ko se je vmes ustavil in poslovil od trenerja Janeza Šmitka, pred ciljem pa si je odpel smuči, da so ga lahko moštveni kolegi na ramenih odnesli v ciljno ravnino.
Poleg omenjene zmage je še petkrat stopil na stopničke za najboljše tri, na svetovnem prvenstvu 1991 v Saalbachu je bil 6. v veleslalomu, leta 1996 v Sierri Nevadi pa še 5. v kombinaciji.
Ena zmaga v Svetovnem pokalu v slalomu.
| Sezona  | Datum            | Prizorišče | Država       |
| ------- | ---------------- | ---------- | ------------ |
| 1999/00 | 27. februar 2000 | Jong Pjong | Južna Koreja |

Sedaj je trener za tehnične discipline pri Smučarski zvezi Slovenije. V tej vlogi je bil vpleten v "incident v Schladmingu". Na svetovnem prvenstvu v alpskem smučanju leta 2013 se je po lastni napaki oziroma domnevni provokaciji pri radijski komunikaciji s tekmovalci zapletel v konflikt in fizični obračun z Andreo Massijem, trenerjem slovenske alpske smučarke Tine Maze.